# 南里贝朗
南里贝朗是巴西圣保罗州的一个市镇。总面积203.356平方公里，总人口4740人，人口密度23.3人/平方公里。